# Кармин, Анатолий Соломонович
Анато́лий Соломо́нович Карми́н (23 июля 1931 — 28 марта 2010, Санкт-Петербург) — советский и российский философ

, психолог, социолог; доктор философских наук, профессор, почётный профессор Петербургского государственного университета путей сообщения. Философская специализация — онтология и теория познания, методология науки и научного творчества, философия культуры и культурология, психология конфликта, психология рекламы. Получили известность работы Кармина, посвященные проблеме бесконечности.
Анатолий Кармин — автор более 200 научных работ, в том числе 20 монографий и учебников, а также нескольких десятков учебных пособий по философии, культурологии, конфликтологии, религиоведению. Под его редакцией в 1999 году вышел и затем трижды переиздавался учебник «Конфликтология» — один из первых отечественных учебников по этой дисциплине.

## Биография
Родился в Киеве 23 июля 1931 года. Студенческие годы и формирование взглядов прошло в неблагоприятных условиях: конец 1940-х и начало 1940-х были временем прямого подавления культуры, погромов в биологии и гуманитарных науках, время борьбы с «космополитами», которая носила явный отпечаток антисемитизма и ставила студента в уязвимое положение. Окончив Ленинградский университет в год смерти Сталина, Кармин принадлежит к той же когорте выпускников ЛГУ, среди которых можно назвать имена Ю. М. Лотмана, А. М. Панченко, Е. Г. Эткинда, М. С. Кагана, Е. М. Мелетинского, Б. Ф. Егорова.
В 1953 году Анатолий Кармин окончил философский факультет Ленинградского государственного университета, затем, в 1966 году, в качестве дополнительного позитивистского образования — физико-математический факультет Ульяновского педагогического института. Преподавал философию, логику и психологию в Ульяновском педагогическом институте. В 1960 году защитил кандидатскую диссертацию «О диалектико-материалистическом понимании бесконечности», в 1974 году — докторскую диссертацию «Конечное и бесконечное как философские категории».
В середине 1970-х возглавил кафедру философии Ленинградского института водного транспорта. С 1983 года — профессор, преподавал в Ленинградском институте инженеров путей сообщения, сначала на кафедре философии, а с 1990 года — на кафедре психологии и социологии. С 2009 года кафедра была переименована и ныне существует как кафедра прикладной психологии. Свои лекции по философии старался вести неформально и с элементом юмора, зачастую объясняя сложные понятия через простые образы и бытовые аналогии.

«Материя первична, а сознание вторично. Это, в частности, подтверждается улучшением настроения после приёма пищи, ― говорил доктор философских наук Кармин А. С. Он читал нам <в 1981 году> лекции в аспирантуре. ― Как известно, бытие определяет сознание…» Я пытался с ним мысленно спорить. Мне кажется, что и сознание определяет бытие человека.— Дмитрий Каралис, «Автопортрет», 1999
В своих работах по философии культуры и смежной с ней культурологии Кармин последовательно развивал информационно-семиотическую теорию культуры и её отдельных сегментов. В официально принятом учебнике «Культурология. Краткий курс», выдержавшем несколько изданий, он сформулировал основные принципы теории, разработал её концептуальный аппарат, включающий понятия «культурных смыслов», «форм культуры», «ментальных комплексов» и «культурных сценариев», упорядочив и предложив типологию знаковых средств культуры. В концепции Кармина культура существует в виде трёхмерной модели цивилизационного пространства, на основе которой автор выделяет и описывает ключевые механизмы, определяющие развитие и динамику культуры.

…термин «культура» в научном языке с самого начала служил средством, с помощью которого выражалась идея культуры как сферы развития «человечности», «человеческой природы», «человеческого начала в человеке» — в противоположность природному, стихийному, животному бытию.
Однако эта идея допускает неоднозначное толкование. Дело в том, что использование термина культура в указанном смысле оставляет весьма неопределенным его содержание: в чём же все-таки состоит специфика человеческого образа жизни, то есть что такое культура?— Анатолий Кармин, «Культурология. Краткий курс»
В начале 2000-х Анатолий Кармин специализировался на вопросах психологии рекламы. В одноимённой монографии он предложил оригинальную типологию и, как следствие, методику переговоров и решения проблемных конфликтов. Отдельной темой в работе проходит и «онтология» рекламы, Кармин исследует её содержание и сущность, рассматривая рекламу как зеркало общества и наглядный фактор социальной динамики. Впервые реализована систематизация и анализ основных психологических концепций рекламы, а также выстроена семиотическая модель «имиджмейкинга» и сформулированы основные принципы психологической и культурологической экспертизы рекламных продуктов.
К 2000-м годам Кармин стал признанным авторитетом в своей области. Являлся действительным членом Академии гуманитарных наук, а также Философского, Психологического и Культурологического обществ России, Петербургского союза учёных и Международной ассоциации когнитивных исследований.

## Избранные труды
- Конечное и бесконечное. — М., 1966, в соавторстве с В. И. Свидерским;
- Познание бесконечного. — М., 1981;
- Категории конечного и бесконечного в истории философии. Конечное и бесконечное. Киев, 1982;
- Психология рекламы. — СПб, 2004;